# أكيم شامبرز
أكيم شامبرز (بالإنجليزية: Akeem Chambers)‏ هو لاعب كرة قدم جامايكي، ولد في 16 يونيو 1998 في كينغستون في جامايكا. لعب مع نادي ووتر هاوس.

## وصلات خارجية
- أكيم شامبرز على موقع قاعدة بيانات كرة القدم.إي يو (الإنجليزية)
- أكيم شامبرز على موقع ناشيونال فوتبول تيمز (الإنجليزية)
- أكيم شامبرز على موقع Soccerway.com (الإنجليزية)